# 同力水泥
河南同力水泥股份有限公司，簡稱河南同力水泥股份、河南同力水泥，以及同力水泥（英語：Henan Tongli Cement Co.,Ltd.，深交所：000885），於1995年設立名為「河南省同力水泥有限公司」，現時由河南投資集團有限公司旗下。
也就是由2007年7月27日，已結業的洛阳春都食品股份有限公司換取上市而來的，業務在國內生產和銷售應用於建築樓宇、道路等普通硅酸盐水泥。
董事長為郭海泉。總部位於郑州市农业路41号投资大厦5层。

## 連結
- TLCement.com （页面存档备份，存于）